# TWA飯店
TWA饭店（英語：TWA Hotel）位于美國紐約甘迺迪国际机场第5航廈。

## 历史
此前为环球航空（英文:Trans World Airline TWA）的專屬航廈大樓，建築由芬蘭建築師埃罗·萨里宁設計；之后环球航空被美国航空于2001收购。原建築經整修，自2008年起成為廉價航空捷藍航空專屬航廈，2016年起改建成TWA饭店，並於大樓兩側增加了兩座建築。它共有512間客房，以及會議空間、數家餐廳和一個航空歷史博物館。飯店於2019年5月15日開業。TWA饭店曾被CNN评為2019年最期待的新饭店。

## 外部連結
- 官方网站